# Днестровский длинноусый пескарь
Днестровский длинноусый пескарь, или пескарь Кесслера, или днестровский белопёрый пескарь (лат. Romanogobio kesslerii) — вид лучепёрых рыб семейства карповых. Видовое название дано в честь российского зоолога Карла Фёдоровича Кесслера (1815—1881).

## Описание
Длина тела до 11 см, масса до 30 г. Продолжительность жизни 4-5 лет. Общий фон окраски бледный, зеленовато-стальной. Спина темная, оливково-серая или буровато-серая, бока серовато-серебристые, брюхо желтоватое или беловатое. Тело удлиненное, относительно невысокое, почти цилиндрическое, не сжатое с боков. Хвостовой стебель низкий, тонкий, сжатый с боков. В спинном плавнике 8 разветвленных лучей. Усики длинные, заходят за задний край глаза. На спине до 7-8 слабо выраженных темных пятен и до 10-11 округлых или удлиненных, хорошо заметных темных пятен вдоль боковой линии. На спинном и хвостовом плавниках бывает 2-3 ряда темных точек, все остальные плавники одноцветные, серые. В период размножения передняя и верхняя часть тела и головы самцов покрываются мелкими беловатыми роговыми бугорками.

## Ареал
Распространение вида: бассейны Дуная (притоки среднего и нижнего течения), Днестра, Вислы.

## Биология
Биология изучена недостаточно. Пресноводная речная донная стайная рыба мелководных, чистых, хорошо насыщенных кислородом потоков равнинной части рек. Встречается исключительно в быстрых водах. Держится участков со скоростью течения 0,45-0,65 м/с (изредка до 0,90 м/с) с твердым, песчаным, глинистым или галечным грунтом на глубине преимущественно до 1 м. Половой зрелости достигают на 2-3-м годах жизни при длине тела 6-7 см и массе 3-5 г. Размножение со второй половины мая-июня по июль и, возможно, до сентября. Плодовитость 2-3 тысячи икринок. Питается преимущественно организмами бентоса.